# Walkerton
Walkerton – miasto w Stanach Zjednoczonych, w stanie Indiana, w hrabstwie St. Joseph.